# Paula Cole
Paula Cole (Rockport, 5 de abril de 1968) é uma cantora, musicista e compositora americana. Lançou-se ao lado Peter Gabriel, a princípio como backing vocal, até ganhar destaque durante a turnê Secret World, em 1994. Nesse mesmo ano, lançou seu primeiro álbum solo, Harbinger.

## Biografia
Nascida em Rockport, um pequeno vilarejo pesqueiro na costa de Massachusetts, Paula Cole é filha de uma artista plástica e de um entomologista, que também foi músico de polca. Ela entrou aos 18 anos no Berklee College of Music, em Boston, onde estudou canto, jazz e improvisação. Lançou-se no mercado fonográfico ao lado Peter Gabriel, a princípio como backing vocal, até ganhar destaque durante a turnê Secret World, em 1994. Nesse mesmo ano conseguiu lançar seu primeiro álbum solo, Harbinger, pela Imago Records, que encerrou as atividades pouco tempo depois. Tocando piano e instrumentos de sopro como a clarineta, Paula produziu parte de seus próprios álbuns e coordenou a parte gráfica dos mesmos. Em 1998, dois anos após o lançamento de seu segundo álbum, This Fire, gozou de amplo sucesso com a inserção da música "I Don't Want To Wait" na abertura do seriado estadunidense Dawson's Creek, quando chegou a ser satirizada em programas humorísticos, pois considerava-se que a música tocava à exaustão nas rádios. Cogitou-se que se trataria de uma one-hit wonder, mas Paula emplacou outros hits como "Where Have All the Cowboys Gone", por exemplo. Em 1999 saiu seu terceiro álbum, Amen, fato que acompanhou o nascimento de sua primeira e única filha, Sky, que teve sérios problemas com asma. No ano seguinte, Paula Cole faz uma pequena participação na série Charmed, no qual intepreta a si mesma. Contudo, a maternidade e a doença de Sky, aliadas a um processo de divórcio, acabaram por afastá-la dos estúdios e palcos por anos até que em 2006 foi lançada sua primeira coletânea: Greatest Hits: Postcards from East Oceanside, a fim de cumprir o contrato com a gravadora Warner Bros. Records. Descontente com sua situação dentro da Warner, Paula Cole encerra seu vínculo com a gravadora e assina com a Decca, pela qual lançou em 2007 o álbum Courage e três anos mais tarde o álbum Ithaca (2010).

## Discografia

### Álbuns de estúdio
- 1994: Harbinger
- 1996: This Fire
- 1999: Amen
- 2006: Greatest Hits: Postcards from East Oceanside
- 2007: Courage
- 2010: Ithaca

### Singles
| Ano  | Single                             | Posições nas paradas | Posições nas paradas | Posições nas paradas | Posições nas paradas | Posições nas paradas | Posições nas paradas | Posições nas paradas | Posições nas paradas | Posições nas paradas | Álbum     |
| Ano  | Single                             | EUA                  | EUA AC               | EUA Adult            | EUA Alt              | EUA Dance            | EUA Pop              | AUS                  | CAN                  | UK                   | Álbum     |
| ---- | ---------------------------------- | -------------------- | -------------------- | -------------------- | -------------------- | -------------------- | -------------------- | -------------------- | -------------------- | -------------------- | --------- |
| 1997 | "Where Have All the Cowboys Gone?" | 8                    | 27                   | 4                    | 32                   | 10                   | 5                    | 32                   | 7                    | 15                   | This Fire |
| 1997 | "I Don't Want to Wait"             | 11                   | 3                    | 1                    | —                    | —                    | 5                    | 27                   | 5                    | 43                   | This Fire |
| 1998 | "Me"                               | —                    | —                    | 17                   | —                    | —                    | 25                   | —                    | 20                   | —                    | This Fire |
| 1999 | "I Believe in Love"                | —                    | —                    | 22                   | —                    | 18                   | 39                   | —                    | 37                   | —                    | Amen      |
| 2000 | "Be Somebody"                      | —                    | —                    | —                    | —                    | —                    | —                    | —                    | —                    | —                    | Amen      |
| 2000 | "Amen"                             | —                    | —                    | —                    | —                    | —                    | —                    | —                    | —                    | —                    | Amen      |
| 2007 | "14"                               | —                    | —                    | —                    | —                    | —                    | —                    | —                    | —                    | —                    | Courage   |
| 2007 | "Coming Down"                      | —                    | —                    | —                    | —                    | —                    | —                    | —                    | —                    | —                    | Courage   |
| 2010 | "Music in Me"                      | —                    | —                    | —                    | —                    | —                    | —                    | —                    | —                    | —                    | Ithaca    |